# Janiki Wielkie
Janiki Wielkie (deutsch Groß Hanswalde, ursprünglich nur Hanswalde) ist ein Dorf in der Woiwodschaft Ermland-Masuren im nordöstlichen Polen. Der Ort gehört zur Gmina Zalewo im Powiat Iławski.

## Geographie
Janiki Wielkie liegt in der Moränenlandschaft des Oberlands, etwa sieben Kilometer östlich von Zalewo. Durch den Ort führt die Straße, die Zalewo über Jaśkowo mit der Europastraße 77 verbindet. An der Ostgrenze der Gemarkung liegt der ehemalige Mühlchensee, hinter dem sich der ehemalige Mühlenwald erstreckt.

## Geschichte
Hanswalde wurde vom Deutschen Orden im Jahre 1308 als Hufenzinsdorf gegründet. Der Ortsname leitet sich vom Personennamen Johannes her, dem Lokator und Schulzen von Hanswalde. Ihm verlieh der Komtur von Christburg, Sieghard von Schwarzburg, am 25. Mai 1308 die Handfeste zur Lokation des Dorfes mit 70 Hufen zu Kulmischem Recht.   
In der frühen Neuzeit wurde der Süden der Gemarkung als Klein Hanswalde ausgegliedert. Im 19. Jahrhundert existierten eine Landgemeinde und ein Gutsbezirk Groß Hanswalde nebeneinander.  
Für das 18. und 19. Jahrhundert ist in Groß Hanswalde eine evangelische Kirche oder Kapelle belegt, die als Filialkirche der Pfarrei Jäskendorf unterstand. Ihre Kirchenrechnungen für die Laufzeit 1758 bis 1850 sind im Staatsarchiv Allenstein erhalten.
Im Jahre 1874 wurde ein Amtsbezirk Hanswalde im Kreis Mohrungen eingerichtet. Er bestand aus den Landgemeinden Groß Hanswalde, Klein Hanswalde, Klein Kanten und Linkenau und den Gutsbezirken Groß Hanswalde, Groß Kanten, Höfen, Klein Hanswalde, Plenkitten und Plößen. 
Im Jahre 1893 erhielt Groß Hanswalde Anschluss an die Bahnstrecke Elbing – Osterode – Hohenstein. Seit 1891 wurde an der Strecke aus beiden Richtungen gleichzeitig gebaut, die Gleise trafen schließlich im Bahnhof Groß Hanswalde aufeinander. Am 17. Juni 1893 wurde in Anwesenheit der Baubeamten beider Eisenbahn-Bauabteilungen und zahlreicher weiterer Personen ein „goldener Nagel“ eingeschlagen, um die Vereinigung der Strecke zu feiern. Das Bahnhofsgebäude ist noch heute vorhanden, die Bahnstrecke wurde allerdings im Mai 1945 von deutschen Kriegsgefangenen aufgenommen und als Reparationsleistung in die Sowjetunion verbracht. Der Bahndamm ist im heutigen Gelände noch gut erkennbar.
Im Jahre 1928 wurden die Landgemeinde Klein Kanten und der Gutsbezirk Groß Hanswalde in die Landgemeinde Groß Hanswalde eingemeindet. Die vergrößerte Gemeinde Groß Hanswalde gehörte weiterhin dem Amtsbezirk Hanswalde an. Sie hatte im Jahre 1933: 358 und im Jahre 1939: 340 Einwohner. 
Diese Konstellation bestand bis 1945.
Nach der Eingliederung in den polnischen Staat wurde Groß Hanswalde in Janiki Wielkie umbenannt und der neugebildeten Gmina Zalewo zugeschlagen. Zwischen 1954 und 1975 bildete Janiki Wielkie eine eigene Gromada im Powiat Morąski. Seit 1975 gehört der Ort wieder zur Gmina Zalewo und ist Sitz eines Schulzenamtes, zu dem noch Janiki Małe (Klein Hanswalde) und das mittlerweile unbewohnte Kątki (Klein Kanten) gehören.